# Jikkyō Powerful Pro Yakyū 5
Jikkyō Powerful Pro Yakyū 5 (実況パワフルプロ野球5?) es un videojuego de béisbol para Nintendo 64 publicado por Konami en marzo de 1998, exclusivamente en Japón. Es el quinto juego de la serie Jikkyō Powerful Pro Yakyū y el segundo para Nintendo 64.
- Datos: Q3178667